# Болдвін (Мен)
Болдвін (англ. Baldwin) — місто (англ. town) в США, в окрузі Камберленд штату Мен. Населення — 1520 осіб (2020).

## Демографія
Згідно з переписом 2010 року, у місті мешкало 1525 осіб у 588 домогосподарствах у складі 431 родини. Було 700 помешкань
Расовий склад населення:
| - 97,9 % — білих - 1,1 % — азіатів - 0,2 % — корінних американців - 0,1 % — чорних або афроамериканців |

До двох чи більше рас належало 0,5 %. Частка іспаномовних становила 0,4 % від усіх жителів.
За віковим діапазоном населення розподілялося таким чином: 22,4 % — особи молодші 18 років, 63,2 % — особи у віці 18—64 років, 14,4 % — особи у віці 65 років та старші. Медіана віку мешканця становила 42,4 року. На 100 осіб жіночої статі у місті припадало 96,0 чоловіків;  на 100 жінок у віці від 18 років та старших — 97,2 чоловіків також старших 18 років.
Середній дохід на одне домашнє господарство  становив 63 922 долари США (медіана — 56 394), а середній дохід на одну сім'ю — 73 341 долар (медіана — 68 693). Медіана доходів становила 46 167 доларів для чоловіків та 37 692 долари для жінок. За межею бідності перебувало 8,8 % осіб, у тому числі 13,4 % дітей у віці до 18 років та 5,5 % осіб у віці 65 років та старших.
Цивільне працевлаштоване населення становило 746 осіб. Основні галузі зайнятості: освіта, охорона здоров'я та соціальна допомога — 24,7 %, роздрібна торгівля — 16,4 %, виробництво — 10,7 %, транспорт — 8,2 %.